# Oresbius areolatus
Oresbius areolatus är en stekelart som beskrevs av Sawoniewicz 1993. Oresbius areolatus ingår i släktet Oresbius och familjen brokparasitsteklar. Inga underarter finns listade i Catalogue of Life.